# Округ Вејн (Мичиген)
Округ Вејн (енгл. Wayne County) је округ у америчкој савезној држави Мичиген.

## Демографија
По попису из 2010. године број становника је 1.820.584, што је 240.578 (-11,7%) становника мање него 2000. године.
| Група             | 2000.             | 2010.           |
| Белци             | 1.028.984 (49,9%) | 902.180 (49,6%) |
| Афроамериканци    | 868.992 (42,2%)   | 737.943 (40,5%) |
| Азијати           | 35.141 (1,7%)     | 45.915 (2,5%)   |
| Хиспаноамериканци | 77.207 (3,7%)     | 95.260 (5,2%)   |
| Укупно            | 2.061.162         | 1.820.584       |